# Orm Steintorsson
Orm Steintorsson (Ormr Steinþórsson) var en isländsk skald som numera endast är ihågkommen därför att Snorre Sturlasson citerat sex halvstrofer och en kvartsstrof ur hans poesi i sin Skáldskaparmál: en slags lärobok för blivande skalder. En av dessa halvstrofer finns också i Olav Tordsson vitaskalds Tredje grammatiska avhandling, och ytterligare en strof, som saknas hos Snorre men tros vara skriven av Orm, finns i Laufás-Edda.
Fem av stroferna har det gemensamt att de på hálfhnept vers besjunger en vacker kvinna. Finnur Jónsson beskrev innehållet som ”erotiskt-ironiskt” och trodde att stroferna hade tillkommit på 900-talet eller under tidigt 1000-tal. Senare forskning har emellertid velat knyta dem till en liknande strof på samma versmått, vilken finns i Flatöboken där den tillskrivs Harald Hårfager och uppges vara ur en drapa om Snöfrid (Snjófríðardrápa). Det antas nu att Orm Steintorsson levde på 1100-talet och skrev Snöfridsdrapan inspirerad av den tragiska kärlekssagan mellan kung Harald och samekvinnan Snöfrid, varom berättas i Heimskringla och Ágrip.
Ytterligare ett par diktfragment på drottkvätt, som i Skáldskaparmál tillskrivs Orm, härrör från andra, men nu okända kväden.
Vem Orm Steintorsson var vet man inte. Möjligen var han släkt med den Steintor skald (Steinþórr skáld) från 1000-talet, som också är citerad i Skáldskaparmál (2). Denna gissning bygger dock enbart på det faktum att namn ofta gick i arv i samma släkt. För övrigt är också Steintor en okänd skald.